# Tupamaro (Venezuela)
Tupamaro es una organización venezolana de tendencia comunista. Actualmente el partido se encuentra en una junta luego que el diputado Roger Pinto, junto a los militantes Carlos Navarro, Freddy Linares, Eliezer Herrera denunciaran la violación de los estatutos interno tras una intervención realizada por el Tribunal Supremo de Justicia en 2020 a la coalición Alternativa Popular Revolucionaria. Se nombró a Williams Benavides como presidente de dicha junta.

## Origen del nombre
El nombre en este caso, y a diferencia de su símil uruguayo, es una sigla de Tendencias Unificadas Para Alcanzar el Movimiento de Acción Revolucionaria Organizada, sin embargo, alegorizó a dicha guerrilla en su momento en forma de solidaridad con su movimiento revolucionario.

## Características
Entre las características más generales atribuidas a los Tupamaros están su vestimenta; hasta 2004, los Tupamaros usaban máscaras pasamontañas para cubrir sus rostros a fin de no revelar su identidad. Su nombre proviene de la confusión de las siglas MRT del Movimiento Revolucionario de los Trabajadores (antiguo nombre de la organización Tupamaro) y relacionarlo al Tupamaros de Uruguay. 
Previo a la legalización como partido político en el 2004, la organización fue vinculada a diversas acciones contra empresas que consideraban «oligárquicas» y que incidían en ciertas prácticas abusivas, así como a protestas estudiantiles. Los Tupamaros se han mostrado en contra del narcotráfico. Entre sus acciones se destacó el asesinato de vendedores y distribuidores de estupefacientes que ejercían influencia en las barriadas populares con ayuda de policías corruptos.
El grupo ha sido presuntamente relacionado con actos terroristas, entre ellos, la colocación de un artefacto explosivo en el consulado de Colombia en Caracas en 1999. El artefacto detonado por temporizador ocasionó daños a la fachada del edificio. No se reportaron heridos.
En 1998 respaldaron a Hugo Chávez para la presidencia de Venezuela, y posteriormente su ideología del socialismo del siglo XXI y los cambios adelantados por este en el país. Además, han expresado su solidaridad con líderes de izquierda revolucionarios como el fallecido Che Guevara y algunas organizaciones latinoamericanas, como el peruano Movimiento Revolucionario Túpac Amaru.
Tupamaro apoya al grupo colombiano Ejército de Liberación Nacional y presuntamente tenía vínculos con las Fuerzas Armadas Revolucionarias de Colombia. Entre sus referencias ideológicas están Karl Marx, Friedrich Engels, Lenin, Mao Zedong, el Che Guevara, Fidel Castro, Hugo Chávez,  José Martí y Camilo Torres.

## Historia

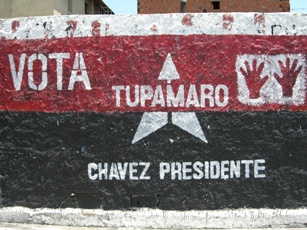
Propaganda de Tupamaro.

El movimiento Tupamaro tiene sus raíces a finales de la década de 1970 bajo el nombre de Movimiento Revolucionario de los Trabajadores (MRT). La organización comenzó sus operaciones en el popular barrio 23 de Enero del Municipio Libertador, en el oeste de la ciudad de Caracas, extendiéndose después por todo el país siendo sus principales movimientos, los frentes estudiantiles universitarios.
Cuando Chávez fue elegido presidente en 1998 la organización se integró en el sistema político, pero solo empezaron a postular candidatos en las elecciones regionales de gobernadores y de alcaldes de octubre de 2004, aunque no ganó ninguno de sus candidatos propios, pero si algunos de los que apoyaron en coalición con el resto de partidos pro-Chávez como el Movimiento Quinta República entre otros, donde es destacable su apoyo al candidato a alcalde de Vargas, Alexis Toledo, que finalmente ganó.
En las elecciones para elegir concejales municipales y junta parroquiales de agosto de 2005 ninguno de sus candidatos venció; en este aspecto alegaron fraude electoral y solicitaron una reconsideración sin éxito al Consejo Nacional Electoral, alegato compartido también por la oposición. A pesar de esto la organización sigue apoyando al gobierno de Chávez, siendo unos de los partidos que lo apoyan para su reelección en los comicios presidenciales de diciembre de 2006 en las que obtuvo 67.693 votos. En marzo de 2007 el secretario general José Tomás Pinto anunció la fusión de la organización con el Partido Socialista Unido de Venezuela.
En 2008, los colectivos Alexis Vives y Tupamaro cerraron todos los accesos a la parroquia 23 de Enero hasta la Avenida Moran en Caracas, construyendo barricadas quemando neumáticos y desperdicios e impidiendo tanto la entrada como la salida de la zona tanto del transporte público como de la vía peatonal, protestando para rechazar las investigaciones policiales contra Juan Crisóstomo Montoya González por el atentado de Fedecámaras de 2008, explotando fuegos artificiales y disparando ráfagas de ametralladora. En la zona se distribuyó un comunicado firmado por una veintena de organizaciones de la parrioquia conmemorando a Héctor Serrano y criticando el tratamiento periodístico del hecho. Un comunicado publicado por Alexis Vives y Tupamaro exigía la renuncia del ministro Ramón Rodríguez Chacín, el viceministro de seguridad ciudadana, director de la DISIP y el director del CICPC.
En las últimas elecciones parlamentarias, realizadas en septiembre de 2010,Tupamaro obtuvo 152.829 votos, lo que representa el 1.35% de los votos válidos y lo convierte en el undécimo partido venezolano más votado, y a la vez lo convierte en el tercer partido de la coalición chavista, al acaparar el 2.27% de los votos de la misma. En las elecciones presidenciales del 2013, Tupamaro obtuvo 247.648 votos. En noviembre de 2014 se dio a conocer que al menos 300 militantes abandonaron el partido, alegando diferencias "políticas e ideológicas".

### Intervención
El 18 de agosto de 2020 el TSJ suspende la directiva del partido oficialista Tupamaro, y nombra una directiva ad hoc dirigida por Williams José Benavides Rondón sin haber notificado a las autoridades legítimas del partido y violando el derecho a la defensa y la autonomía política de la organización. La junta ad hoc fue permitida para usar las sedes, siglas, la tarjeta electoral, los símbolos y los emblemas electorales del partido. La intervención tuvo lugar después de que el partido anunciara una alianza electoral sin el PSUV. En las elecciones regionales de 2021, Teresa Flores, concejal y dirigente de Tupamaro fue electa alcaldesa del Municipio Diego Ibarra, del Estado Carabobo.
El 9 de junio de 2023 fueron derogado los estatutos y se promulgan nueva normativa interna donde queda suprimida la figura de presidente para dar paso a la dirección colectiva a cargo de Williams Benavides como secretario general nacional.